# Дальстрём, Малин
Малин Дальстрём (швед. Malin Dahlström; род. 26 августа 1989 года) — шведская легкоатлетка, специализирующаяся в прыжках с шестом. Двукратная чемпионка Швеции (2011, 2013). Двукратная чемпионка Швеции в помещении (2011, 2012).

## Биография
Малин Дальстрём родилась 26 августа 1989 года в Швеции.
Дебютировала на международной арене в 2009 году на молодёжном чемпионате Европы. Выступала на трёх чемпионатах Европы в помещении, чемпионате Европы и двух чемпионатах мира, однако призовых мест не занимала.
В 2016 году пропустила большую часть сезона из-за травм.

## Основные результаты
| Год  | Соревнования                    | Место проведения       | Место  | Результат |
| ---- | ------------------------------- | ---------------------- | ------ | --------- |
| 2009 | Чемпионат Европы среди молодёжи | Каунас, Литва          | 8      | 4,15 м    |
| 2011 | Чемпионат Европы в помещении    | Париж, Франция         | 14 (q) | 4,35 м    |
| 2011 | Чемпионат Европы среди молодёжи | Острава, Чехия         | 5      | 4,25 м    |
| 2011 | Чемпионат мира                  | Тэгу, Республика Корея | 25 (q) | 4,25 м    |
| 2012 | Чемпионат Европы                | Хельсинки, Финляндия   | 26 (q) | 3,95 м    |
| 2013 | Чемпионат Европы в помещении    | Гётеборг, Швеция       | 15 (q) | 4,16 м    |
| 2015 | Чемпионат Европы в помещении    | Прага, Чехия           | 13 (q) | 4,45 м    |
| 2015 | Чемпионат мира                  | Пекин, Китай           | 24 (q) | 4,15 м    |